# Minigolf
Minigolf je športna zvrst, različica golfa, pri kateri se na majhnih stezah z ovirami žogico cilja v luknjo s čim manj udarci. V Sloveniji kot profesionalni šport ni znan, edino pravo igrišče je na Bledu. Profesionalni igralci imajo eno palico in več deset žogic, nekateri tudi po več sto. Najboljši igralci na svetu prihajajo iz Avstrije, Nemčije in Švice.
V Sloveniji so bila igrišča za minigolf pogosto del hotelskih kompleksov, ohranjeni sta igrišči v Portorožu in v hotelskem kompleksu Belveder. 